# Consulta popular
Las consultas populares, o sufragios populares, en derecho constitucional y en la historia constitucional, son deliberaciones públicas  tomadas por el mundo como cuerpo electoral y cuerpo de legislación. Existen distintos tipos de consultas que se realizan en forma de participación política, y cada vez el pueblo llega a la decisión de forma directa sobre algo sometido a su voluntad, tanto los gobiernos del estado como los ciudadanos ejercen una forma de democracia directa

## Decisiones por consulta popular
- Decisión de la votación, acerca de los altos, regulados por la constitución y las leyes que determina el sistema electoral.
- Decisión de la iniciativa legislativa (ing. citizen's initiative), acerca de un proyecto de ley.
- Decisión de una petición, acerca de una solicitud.
- Decisión de un plebiscito, acerca de una propuesta o una controversia política

## Œ o CE
En las instituciones del derecho antiguo no se distingue entre un pueblo elector y un pueblo legislador.
- Deliberación de la Boulé, antiguo consejo griego de ciudadanos.
- Deliberación legislativa de los comicios de la República roma.